# Prince of Persia 2: The Shadow and The Flame
The Shadow and The Flame (укр. Тінь та полум'я) — відеогра жанру платформера, випущена компанією Brøderbund Software в 1993 році. Зараз вважається abandonware продуктом.

## Сюжет
Дія «Prince of Persia - 2» починається через 11 днів після завершення сюжету першої частини гри. Злий Джафар і не думав вмирати, його виручило знання чорної магії. Джафар стає двійником принца і змінює зовнішність свого суперника. Справжньому принцу ледве вдається втекти. Султан знову іде на війну, а Джафар все-таки домагається свого й захоплює владу в Персії. Принцеса смертельно занедужує.
По ходу гри волоцюга-Принц дізнається, що він дійсно є принцом — єдиним членом королівської сім'ї, який вижив після навали темних сил. Принц прагне помститися за свого батька і матір. Він знаходить Джафара, і вбиває його, щоб повернути своє обличчя. 
 Убивши Джафара Принц возз'єднується з принцесою знову.